# Ethan Phillips
Ethan Phillips (New York, 8 februari 1955) is een Amerikaans acteur, toneelschrijver en auteur. Hij is vooral bekend door de rol van Neelix in de sciencefictionserie Star Trek: Voyager.

## Biografie
Phillips werd geboren in Garden City in de staat New York. Hij behaalde een bachelor in Engelse literatuur aan de Universiteit van Boston en een "Master of Fine Arts" aan de Universiteit van Cornell.
Hij schreef het toneelstuk Penguin Blues dat in de Verenigde Staten en Canada werd uitgevoerd. Ook schreef hij mee aan het Star Trek Cookbook, vanwege zijn rol in de Star Trek serie "Voyager". Zijn personage, Neelix, is onder andere kok van beroep. Phillips speelde de rol van Neelix van 1995 tot 2001.

## Films
| Jaar             | Film                                        | Rol                                             | Opmerking      |
| ---------------- | ------------------------------------------- | ----------------------------------------------- | -------------- |
| 2013             | Inside Llewyn Davis                         | Mitch Gorfein                                   |                |
| 2007             | Super Sweet 16: The Movie                   | Craig                                           |                |
| 2007             | Keith                                       | Mr. Miles                                       |                |
| 2007             | Have Dreams, Will Travel                    | Zakenman                                        |                |
| 2007             | The Babysitters                             | Mark Kessler                                    |                |
| 2007             | Hallowed Ground                             | Priester                                        |                |
| 2005             | The Island                                  | Jones Three Echo                                |                |
| 2004             | Geeks                                       | zichzelf                                        |                |
| 2004             | Trekkies 2                                  | zichzelf                                        |                |
| 2003             | Bad Santa                                   | Roger Merman                                    |                |
| 2003             | Las Vegas S3 - (Double Down, Triple Threat) | Mr. Labrador                                    |                |
| 2003             | Star Wars: Knights of the Old Republic      | Diversen/Dantooine Civilian/Galon Lor(Korriban) | als stemacteur |
| Rugrats Go Wild! | Toa                                         | als stemacteur                                  |                |
| 2002             | The Wild Thornberrys Movie                  | Loris                                           |                |
| 2002             | Star Trek: Enterprise                       | Ulis, leider van een groep van Ferengi-dieven   |                |
| 2001             | Star Wars: Galactic Battlegrounds           | diverse rollen                                  |                |
| 2000             | 9mm of Love                                 | Guy                                             |                |
| 2000             | Star Wars: Force Commander                  | Transport piloot/Gouverneur van Abridon         | als stemacteur |
| 2000             | Star Trek: Voyager Elite Force              | Neelix                                          | als stemacteur |
| 1997             | Trekkies                                    | zichzelf                                        |                |
| 1996             | Star Trek: First Contact                    | ober in de "Holodeck Nightclub"                 |                |
| 1995-2001        | Star Trek Voyager                           | Neelix                                          |                |
| 1994             | Wagons East                                 | CMMDR. S. L. Smedly                             |                |
| 1994             | The Shadow                                  | Nelson                                          |                |
| 1990             | Green Card                                  | Gorsky, INS agent                               |                |
| 1990             | Star Trek: The Next Generation              | Dr. Farek                                       |                |
| 1989             | Glory                                       | ziekenhuismedewerker                            |                |
| 1989             | Lean on Me                                  | Mr. Rosenberg                                   |                |
| 1986             | Critters                                    | Jeff Barnes                                     |                |
| 1981             | Ragtime                                     | bewaker                                         |                |